# Frédéric-Guillaume II de Saxe-Altenbourg
Titre
Duc de Saxe-Altenbourg
1er avril 1639 – 22 avril 1669
Frédéric-Guillaume II de Saxe-Altenbourg (né le 12 février 1603 à Weimar et décédé le 22 avril 1669 à Altenbourg), est duc de Saxe-Altenbourg.

## Biographie
Né posthume, il est le dernier des quatre fils de Frédéric-Guillaume Ier et de sa deuxième épouse Anne-Marie de Palatinat-Neubourg. À la mort de son père le 7 juillet 1602, ses trois frères aînés sont de jeunes enfants : Jean-Philippe (né en 1597), Frédéric (né en 1599) et Jean-Guillaume (né en 1600). 
Son oncle Jean II succède à son frère aîné Frédéric-Guillaume Ier à la tête du duché de Saxe-Weimar, et en compensation, ses neveux reçoivent un nouveau duché, celui de Saxe-Altenbourg. Les quatre frères règnent conjointement sur la Saxe-Altenbourg, d'abord sous la régence de l'électeur Christian II de Saxe, puis de son frère Jean-Georges. En 1618, Jean-Philippe est déclaré majeur et devient le véritable souverain du duché. À sa mort, son seul frère survivant, Frédéric-Guillaume, lui succède.
La Guerre de Succession de Juliers leur donne les fiefs de Juliers, Clèves et Berg, mais ils ne sont ducs que de nom et de blason. En 1612 Frédéric-Guillaume part compléter son instruction à l'Université de Leipzig, puis en 1618, la majorité de son aîné Jean-Philippe permet à ce dernier de monter sur le trône. La fratrie renonce à l'héritage en faveur de l'aîné moyennant versement d'une rente viagère d'abord temporaire, puis à partir de 1624, définitive. Frédéric-Guillaume et son frère Jean-Guillaume font un Grand Tour en Italie, Angleterre, Provinces-Unies, France et Hongrie.
Il sert sous les ordres de son frère Jean-Guillaume dans l'armée saxonne à partir de 1631 et est à la bataille de Breitenfeld (1631). Deux ans plus tard, il est colonel d'un régiment sous les ordres du général Hans Georg von Arnim-Boitzenburg, et en son absence il prend le commandement suprême de l'armée saxonne.
En 1639 les trois frères aînés de Frédéric-Guillaume sont tous décédés. Lui-même se retire des affaires militaires et règne enfin comme duc souverain de Saxe-Altenbourg. La guerre de Trente Ans a ruiné le pays. Frédéric-Guillaume concentre sur une politique de bien-être public. Il promulgue divers décrets, fait reconstruire église et écoles et relance la construction de Saalfeld.
À la mort du duc Jean-Ernest de Saxe-Eisenach, il y a le 13 février 1640 un nouveau partage de la Saxe avec les descendants de la lignée de Weimar. Frédéric-Guillaume obtient les bailliages de Cobourg, de Hildburghausen, de Römhild, de Sonneberg, de Mönchröden, de Rodach, de Gestungshausen, de Neustadt, de Schalkau et l'abbaye de Sonnefeld. En 1660, à la suite du démembrement de l'ancien comté d'Henneberg il obtient en outre les villes de Meiningen, Themar et Behrungen, mais les contestations avec la famille de Saxe-Weimar ne cessèrent plus.

## Descendance
Frédéric-Guillaume II de Saxe-Altenbourg épouse en 1638 Sophie-Élisabeth de Brandebourg (Maison de Hohenzollern). Veuf en 1650, il épouse en 1652 Madeleine-Sibylle de Saxe (morte en 1668), (fille de Jean-Georges Ier de Saxe). Trois enfants sont nés de cette union :
- Christian de Saxe-Altenbourg (1654-1663)
- Jeanne-Madeleine de Saxe-Altenbourg (1656-1686), en 1671 elle épouse Jean-Adolphe Ier de Saxe-Weissenfels (mort en 1697)
- Frédéric-Guillaume III de Saxe-Altenbourg (1657-1672) dernier duc de Saxe-Altenbourg de la première lignée des Saxe-Altenbourg.

Frédéric-Guillaume II de Saxe-Altenbourg appartient à la première lignée de la Maison ducale des Saxe-Altenburg, cette lignée appartient à la première branche de la Maison de Wettin. La Maison ducale de Saxe-Altenburg appartint à la branche ernestine fondée par Ernest de Saxe.